# 의신초등학교 유정분교
의신초등학교 유정분교는 대한민국 전라남도 진도군 의신면 연주리에 있었던 공립 초등학교이다.

## 연혁
- 1967년 11월 14일 의동국민학교 유정분교장 설립인가
- 1972년 1월 1일 유정국민학교로 승격
- 1986년 3월 1일 의신국민학교 유정분교장으로 편입
- 2008년 3월 1일 본교로 통폐합